# Peggy Evans
Pour les articles homonymes, voir Evans.
Peggy Evans, née le 10 janvier 1921 à Sheffield et morte le 26 juillet 2015, est une actrice britannique.

## Biographie
Native de Sheffield dans le Yorkshire, elle est issue d'une famille de quatre enfants. Elle grandit à Ealing à l'ouest de Londres. Ses premiers rôles sont dans les films The Lightning Conductor (1938) et Charley's (Big-Hearted) Aunt (1940). Elle intègre ensuite la Royal Academy of Dramatic Art. L'un de ses rôles les plus célèbres est dans le film dramatique Penny and the Pownall Case, sorti en 1948. Elle incarne aussi Diana Lewis, la petite amie d'un criminel, dans La Lampe bleue (1950).
Mariée à deux reprises, Evans épouse Michael Howard en 1949. De leur union, naissent deux enfants, mais le couple divorce en 1956. Elle se remarie avec Peter Stevens dans les années 1990.
Peggy Evans décède le 26 juillet 2015, âgée de 94 ans.

## Filmographie non exhaustive
- 1938 : The Lightning Conductor
- 1940 : Charley's (Big-Hearted) Aunt
- 1946 : School for Secrets : Daphne Adams
- 1948 : Penny and the Pownall Case : Penny Justin
- 1948 : Love in Waiting : Gloria 'Golly' Raine
- 1948 : Look Before You Love
- 1950 : La Lampe bleue : Diana Lewis
- 1951 : Le Retour de Bulldog Drummond : Molly
- 1953 : Murder at 3am : Joan Lawton